# 황두연 (1941년)
황두연(黃斗淵, 1941년 ~ )은 대한민국의 통상교섭본부장을 역임한 공무원이다. 본관은 장수이며, 전라북도 남원 출생이다.

## 학력
- 전북대학교 법학과

## 경력
- 행정고시 7회 합격
- 상공부 무역정책과장
- 상공부 중소기업국장
- 한국무역협회 상근부회장
- KOTRA 사장
- 2001년 2월 21일 ~ 2004년 7월 28일 제2대 외교통상부 통상교섭본부장
- 태평양 법무법인 고문.

| 전임 한덕수 | 제2대 통상교섭본부장 2001년 2월 21일 ~ 2004년 7월 28일 | 후임 김현종 |